# 新士幌仮乗降場

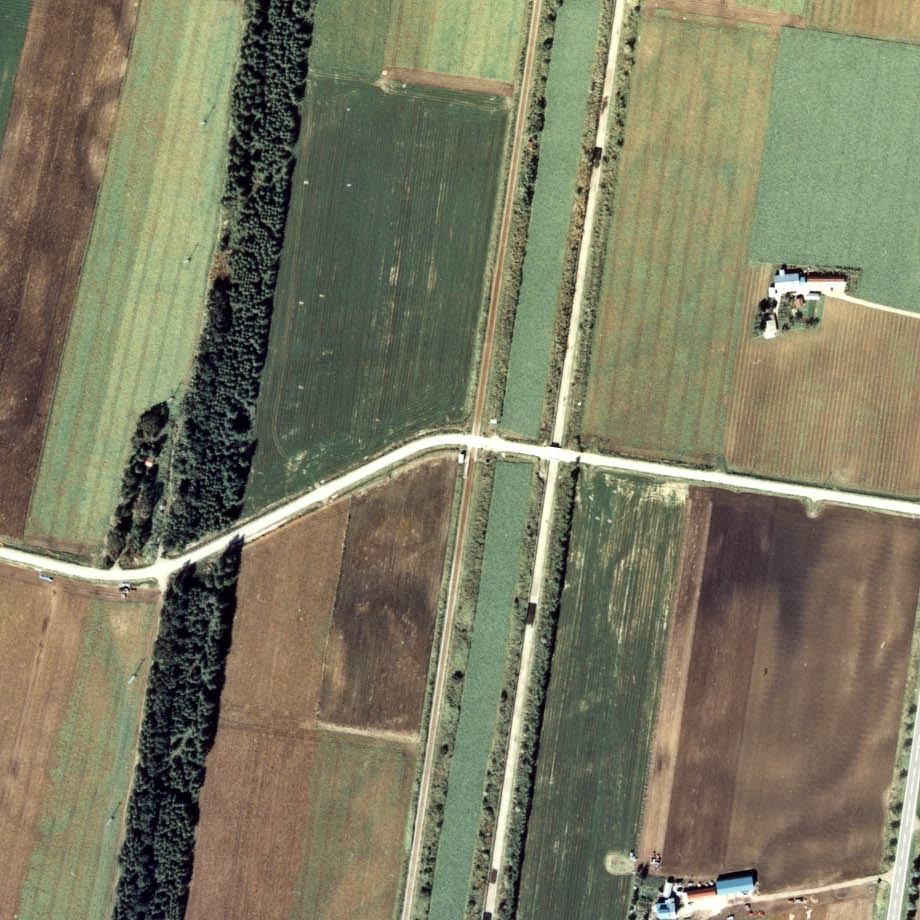
1977年の新士幌仮乗降場と周囲約500m範囲。上が士幌方面。士幌側に十九号道の踏切と待合室がある。周囲は民家の疎らな畑作地帯。

新士幌仮乗降場（しんしほろかりじょうこうじょう）は、かつて北海道河東郡士幌町字中士幌に存在した、日本国有鉄道（国鉄）士幌線の仮乗降場（局設定）である。士幌線の廃線に伴い、1987年（昭和62年）3月23日に廃止された。

## 歴史
地元通学生徒の利便性向上を目的に、地元住民を主体とした簡易乗降場設置期成会が発足し、運動を重ねた結果として1966年（昭和41年）に新設された。
開設5年も経たない1970年（昭和45年）には、同年から行われた士幌線合理化の一環として廃止も検討されたが、地元住民による廃止反対期成会が発足し運動が行われたため、結局1987年（昭和62年）の士幌線廃止まで存置された。
仮乗降場は全国版の時刻表には掲載されないものの、道内のみの時刻表には掲載されることが通例であったにもかかわらず、当仮乗降場は釧路鉄道管理局管内のいくつかの仮乗降場（根室本線稲士別、白糠線共栄など）とともに、掲載がなされなかった。これに関連して、種村直樹『鈍行列車の旅』（日本交通公社・1984年改定4版）でも、「道内時刻表にもない駅」として乗降ルポが掲載されている。同書によれば、1979年8月時点では下り2本・上り1本のみ停車していたと記述されている。

### 年表
- 1966年（昭和41年）10月1日：士幌線の仮乗降場として、中士幌駅 ‐ 士幌駅間に開業[1]。
- 1987年（昭和62年）3月23日：士幌線の全線廃止に伴い、廃止となる[1]。

## 構造
構内西側（士幌方面に向かって左側）に、簡易型の短い1面1線の単式ホームを有した。

## 駅周辺
- 国道241号
- 十勝バス、北海道拓殖バス「中士幌19号」停留所

## 隣の駅
日本国有鉄道
士幌線
中士幌駅 - 新士幌仮乗降場 - 士幌駅